# جارملز
جارملز یک گروه آمریکایی دوو ووپ ریتم اند بلوز بود که در سال ۱۹۵۹ در ریچموند، ویرجینیا تشکیل شد که بیشتر برای تنها موفقیت خود، «کمی صابون» در سال ۱۹۶۱ شناخته شد. 

## حرفه
شروع جهش بزرگ آنها در سال ۱۹۶۰ بود، زمانی که آنها در یک مکان محلی (ریچموند) بودند که بن ئی. کینگ در آن ظاهر می‌شد، و در آنجا او را ملاقات کردند. کینگ از آنها دعوت کرد تا به شهر نیویورک سفر کنند و با شرکت‌های ضبط مختلف از جمله لاوری رکوردز ملاقات کنند. چروکیز، لوری را پس از تست بازیگری با آهنگ «امضای پادشاه»، «با من برخیز» تحت‌تاثیر قرار دادند و اولین گروه آفریقایی-آمریکایی شدند که لوری با آن قرارداد امضا کرد. این گروه پس از خیابانی در هارلم، نیویورک، به جارملز تغییر نام داد. 

## دیسکوگرافی

### تک‌آهنگ‌ها
| 1961                                                    | "کوچولو تنها"                 | -  | - |
| 1961                                                    | " کمی صابون "                 | 12 | 7 |
| 1961                                                    | "من از تو پیروی خواهم کرد"    | -  | - |
| 1961                                                    | "او عاشق رقص است"             | -  | - |
| 1962                                                    | بادبان های سرخ در غروب خورشید | -  | - |
| 1962                                                    | "اشکال کوچک"                  | -  | - |
| 1963                                                    | "بیا دختر"                    | -  | - |
| «—» نشان‌دهنده نسخه‌هایی است که در نمودار قرار نگرفته‌اند. |                               |    |   |